# Satanta
Satanta är en ort i Haskell County i delstaten Kansas, USA.